# Kineske pokrajine
Pokrajina (kineski: 省, pinyin: shěng, tibetanski: ཞིང་ཆེན།, ujgurski: ئۆلكە), službeno pokrajinska razina podjele (省级行政区), je najveća upravno politička jedinica Narodne Republike Kine. Kina je podijeljena na 33 takve jedinice od kojih su 22 pokrajine, 4 pokrajinske općine, 5 autonomnih regija i dvije posebne upravne regije.

## Vrste pokrajinskih podjela
Pokrajina (省; shěng) je standardna vrsta pokrajinske podjele. Svakom pokrajinom, osim dvije posebne upravne regije, upravlja pokrajinska vlada komunističke strane Kine s partijskim sekretarom na čelu, dok izvršnu vlast obnaša guverner pokrajine. Jedna od njih je i „Tajvanska pokrajina” (uključujući otoke Tajvan, Penghu, Kinmen i Matsu) kojom zapravo upravlja de facto država Republika Kina (Tajvan), koja zauzvrat polaže prava na sve ostale pokrajine NR Kine.
Općinska pokrajina (直辖市; zhíxiáshì) je zapravo gradsko područje koje je pod izravnom upravom kineske vlade, a ima status jednak ostalim pokrajinama, dok zapravo ima povlašten politički status.
Autonomna regija (自治区; zìzhìqū) je pokrajinska podjela u kojoj etnička manjina ima veći broj stanovnika od većinskog stanovništva Han Kineza, te joj je omogućeno stvaranje lokalne etničke vlade s više teoretskom nego stvarnom neovisnošću. Guverner autonomne regije je obično pripadnik manjinske etničke skupine.
Posebna upravna regija (特別行政區; tèbiéxíngzhèngqū) je iznimno autonomna i samoupravna regija NR Kine. Svaka ima svog samostalno postavljenog nosioca izvršne vlasti koji je ujedno i premijer vlade. Jedini manjak neovisnosti se očituje u nemogućnosti određivanja vanjske politike i obrane koji su pod izravnom upravom središnje kineske vlade.